# 512 (număr)
512 (cinci sute doisprezece) este numărul natural care urmează după 511 și precede pe 513.
512 este o putere a lui doi: 29 (2 la puterea 9) și cub al lui 8: 83.
Acesta este cel de-al unsprezecelea număr Leyland.
De asemenea, 512 este cel de-al treilea număr Dudeney.

## Utilizare specială în informatică
512 octeți este o dimensiune comună pentru un sector de disc și exact jumătate de kibibyte.
Internet Relay Chat restricționează dimensiunea unui mesaj la 510 octeți, care încape în bufferul de 512 octeți atunci când este combinat cu secvența de separare a mesajelor CRLF.
512 = 2·256 este cel mai mare număr de simboluri pe care le poate utiliza simultan generatorul de caractere VGA.

## În muzică
Lamb of God a înregistrat piesa intitulată „512” pentru albumul din anul 2015 VII: Sturm und Drang.